# Coco Briaval

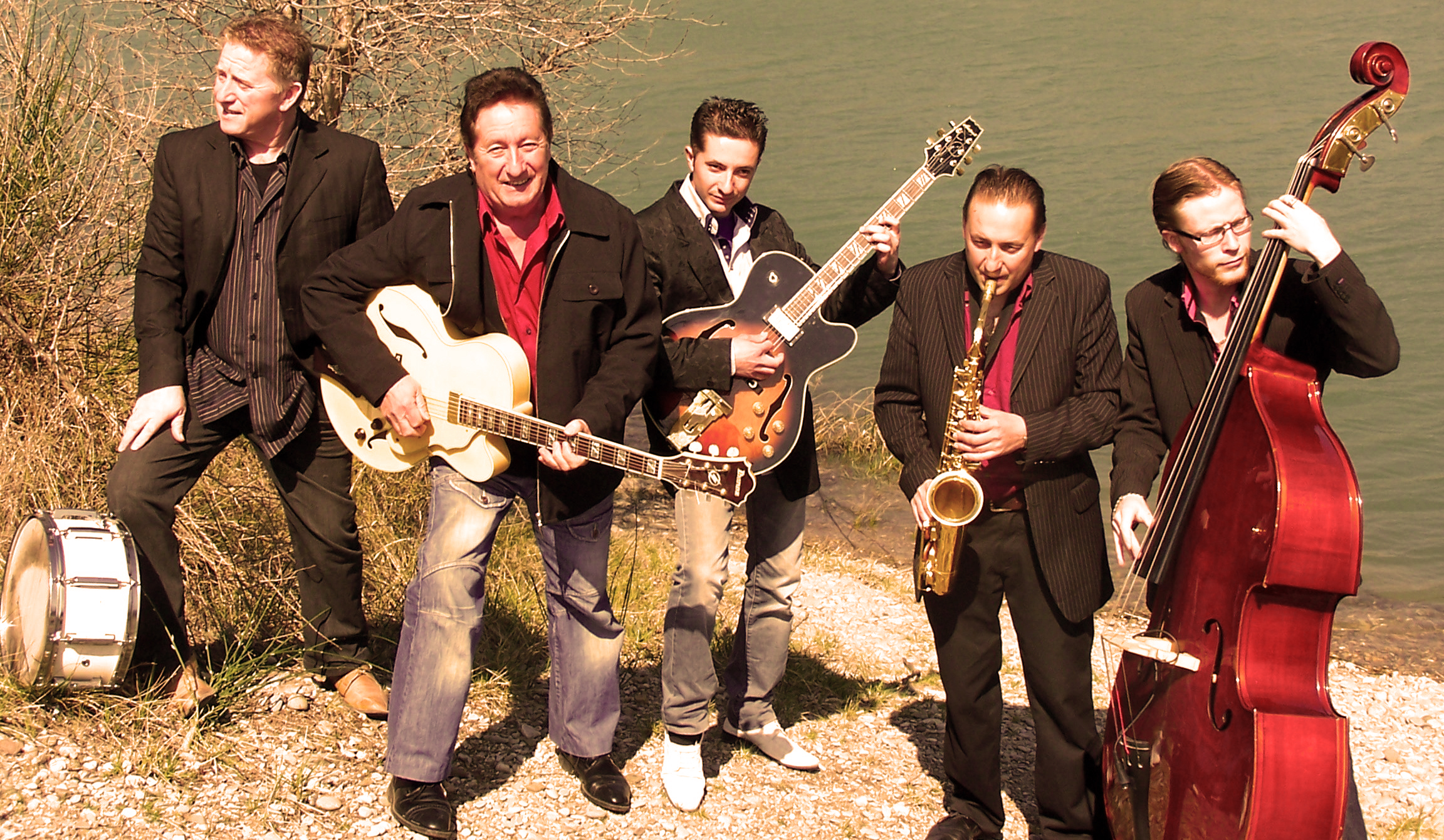
Coco Briaval (2. von links) mit der Familienband (2013)

Henri „Coco“ Briaval (* 17. Februar 1949 in Montargis) ist ein französischer Jazzmusiker (Gitarre, Komposition), der seit 1964 auch die (teilweise) gleichnamige Familienband leitet.  

## Leben und Wirken
Briaval, der wie seine Brüder René (* 2. April 1951) und Gilbert (* 3. Juli 1952) in einer fahrenden Sintifamilie aufwuchs (die Mutter Rose Glaudio war eine Sängerin im Umfeld von Django Reinhardt), interessierte sich früh für Musik. Mit seinen Brüdern erhielt er in Arles und später in Avignon bei Loulou Aprin Unterrichtsstunden. 1964 begannen sie, in Südfrankreich aufzutreten. 1965 erhielt die Boygroup einen Vertrag von Philips, der zur Aufnahme eines ersten Albums Les Briaval führte, wobei sie der spanischen Kontrabassisten Diégo Bernal begleitete. Coco Briaval trat in verschiedenen Pariser Jazzclubs auf, dann mehrmals beim Django-Reinhardt-Festival in Samois-sur-Seine sowie als Vorgruppe verschiedener Stars im Olympia oder im Moulin Rouge.
1966 wechselten Briaval und seine Brüder zu Pathé-Marconi. Der frühere Sänger Roland Gerbeau wurde ihr Manager. In der Band, deren zweites Album Coco Briaval Quartet mit einer Mischung aus Jazz, Rockmusik und Gypsy-Jazz 1967 veröffentlicht wurde, werden die Rollen festgeschrieben: Sologitarrist wurde Coco (auf einer elektrischen Gibson-Jazz-Gitarre), René spielte Rhythmusgitarre, Gilbert Schlagzeug und Diégo Bernal Bass. 1970 erschien das dritte Album Soirée avec... Coco Briaval in Sextettbesetzung (erweitert um Saxophon und Orgel). Ab 1971 trat Briaval mit der Band international auf. 1978 wurde im Quintett mit dem Geiger Jacques Quézin das Album Sur le Chemin des Manouches veröffentlicht.
In den folgenden Jahrzehnten kamen weitere Familienmitglieder in die Gruppe: Zézé (Saxophon), Alexandre (Kontrabass), Pascal (Gitarre) und Chantal (Gesang), mit denen Alben wie Gipsy Swing «Nuit du Voyage» (2005) und The New Gypsy Swing (2013) entstehen.
Bis 2010 leitete Briaval das Jazzfestival in Saint-Rémy-de-Provence. Mit seiner Band (unter verschiedenen Namen) hat er rund 30 Tonträger (Vinyl und CD) aufgenommen. Als Solist trat er aber auch in anderen Konstellationen mit Musikern wie Angelo Debarre, Biréli Lagrène, David Reinhardt, Patrick Saussois, Fapy Lafertin oder Stochelo Rosenberg auf.